# گرونتیوس
گرونتیوس (به لاتین: Gerontius) یک نظامی رومی و حامی کنستانتین سوم غاصب بود که در هیسپانیا علیه او شورید و غاصبی به‌نام ماکسیموس را امپراتور کرد.

## زندگی‌نامه

### غاصب‌گری کنستانتین سوم
او که محتملاً اصل و نسب بریتانیایی داشته، در میان همدستان کنستانتینِ غاصبی بود که در ۴۰۷ در برابر اقتدار امپراتور روم غربی، هونوریوس، شورش کرده و تسلط بر بریتانیای روم، گل، ژرمانیا و هیسپانیا را از دست او خارج کرد.
در ۴۰۸ گرونتیوس، فرزند کنستانتین به‌نام کنستانس دوم که به تازگی به عنوان سزار برگزیده شده بود را در لشکرکشی‌اش به هیسپانیا به‌عنوان فرمانده همراهی کرد: این استان، در حقیقت، بر اثر شورش برخی از افراد خاندان تئودوسیوس یکم شامل خویشاوندان امپراتور به‌نام‌های وِرِنیانوس و دیدیموس آشفته بود. گرونتیوس که فرماندهی حقیقی نیروها را در دست داشت، با این شورشیان در دو نبرد رویارو شد که در اولین آن‌ها شکست خورد. با این‌حال در نبرد دوم پس از آنکه چند نیرو از گل فراخواند، موفق شد پیروزی مهمی در لوسیتانیا به‌دست آوَرد و سران شورشی را دستگیر کند. سپس در حالی‌که کنستانس با اسرا به گل بازگشت، گرونتیوس در هیسپانیا در رأس نیروهایی که در آنجا مستقر بودند، باقی‌ماند.

### غاصب‌گری ماکسیموس
در پایان بهار سال ۴۰۹ بود که گرونتیوس در برابر کنستانتین سوم شورید، و یکی از خویشان یا شاید یکی از همدستان خود به‌نام ماکسیموس را امپراتور کرد. گرونتیوس به تاراگونا رفت، و سپس شهر را ترک کرد تا با کنستانس ـ که به‌تازگی از سوی پدرش آگوستوس شده بود ـ رویارو شود، کنستانسی که با هدف دفع این شورش (غاصبیت ماکسیموس و گرونتیوس) به آن‌جا فرستاده شده بود. با هدف در مضیقه قرار دادنِ کنستانتین و کنستانس، گرونتیوس با فرانک‌ها که پس از تهاجمات ۴۰۷ در گل ساکن شده بودند به توافقی دست یافت: شورش فرانک‌ها کنستانتین را در مضیقه قرار می‌داد و او را وامی‌داشت از فشار بر گرونتیوس بکاهد. با این‌حال، این نقشه برای او نتیجه‌ای عکس داد، بدین‌معنا که فرانک‌ها و متحدین‌شان از گل به هیسپانیا ریختند.
گرونتیوس پس از آنکه سال ۴۱۰ را به دفاع از خود در برابر حملات کنستانس اختصاص داد، در ۴۱۱ موفق شد این آگوستوسِ جوان را در وین، ایزر به دام انداخته، شکست داده، اسیر کرده و به قتل برساند. سپس روانه آرل شد، جایی‌که کنستانتین سوم را زیر محاصره گرفت. با این‌حال پیش از آنکه کنستانتین تسلیم شود، نیروهای هونوریوس تحت فرماندهی فلاویوس کنستانتیوس از ایتالیا رسیدند. نیروهای گرونتیوس که در این موقع هم محاصره کننده و هم حاصره شونده بودند، به‌صورت دسته‌جمعی به صفوف نیروهای کنستانتیوس پیوستند و گرونتیوس با اندکی از وفادارانش ناچار به گریز به هیسپانیا شد.
نیروهای او در اسپانیا هم با اطلاع از شکست فرمانده‌شان در گل، تصمیم گرفتند گرونتیوس را مخلوع و مقتول سازند. گرونتیوس نیز پس از آنکه همسرش و همدست نزدیک‌ترش را با دستان خود کُشت، خودکشی نمود.